# Ligne 2 du métro de Francfort
Pour les articles homonymes, voir U2.
La ligne U2 fait partie du réseau du métro de Francfort. Il relie Bad Homburg à la Südbahnhof dans le centreville.
Elle fut inaugurée 1971 et compte actuellement 21 stations pour une longueur de 16,7 km.